# Thurzó Nagy László
Thurzó Nagy László (Miskolc, 1893. január 25. – Budapest, 1982, április 27.) újságíró, író, költő, zeneszerző.

## Élete
Öccse Gábor, az Állami Operaház fiatalon elhunyt korrepetitora, fiatalabb öccse Árpád, egy felső-kereskedelmi iskola tanára volt Budapesten, lánytestvére Olga, középiskolai gyors- és gépírótanár volt Miskolcon. Ő maga a Miskolci Katolikus Fiúgimnáziumban, majd az egri ciszterciták gimnáziumában végezte középiskolai tanulmányait. Ezután Egerben jogot tanult, de Pécsett doktorált. Már ekkor belekóstolt az újságírásba, a Hevesmegyei Lapok munkatársa volt. 1912-ben Fiumében lakott, 1913-ban Csáktornyán, a Festetics-birtokon volt írnok.
Az első világháború kitörése után, 1915-ben vonult be katonának, 39 hónapig szolgált a miskolci 10. honvéd gyalogezred kötelékében. Amikor az ezred elindította saját tábori újságját, a 10-es honvédeket, annak munkatársa, majd szerkesztője lett. Sassy Csabával együtt különböző írásokat, verseket írtak az újságba. A háború után, 1918 és 1922 között a miskolci Reggeli Hírlap munkatársa, majd 1924-ig a Magyar Jövő szerkesztője, 1925-től 1927-ig a Miskolci Hétfői Futár felelős szerkesztője volt. 1926-ban megnősült, felesége Kovács Sarolta (1891–1979) zeneiskolai zongoratanár volt. Ezredbeli jó barátjával, Sassy Csabával együtt átvette a Magyar Jövő adminisztrációját, 1939-ben társtulajdonos lett. 1937-ben társtulajdonosként megalapította a Fekete Pál és Társai Felső-magyarországi Nyomdavállalatot. Magánúton zenét tanult, dalokat, magyar nótákat írt. Zenei érdeklődése kapcsán 1933-tól a miskolci Lévay József Közművelődési Egylet zenei osztályának elnöke volt, és évente 10–16 bérletes hangversenyt szervezett a városban, s ezeken – a helyi művészgárdán túl – világhírű művészek is felléptek.
1940-ben a fővárosba költözött, és a Művelődés nevű filmvállalat ügyvezetője, majd tulajdonosa lett. Cége készítette az Elkésett levél, a Néma kolostor, a Jelmezbál, a Jómadár és a Muki című filmeket (többek között Tolnay Klári, Jávor Pál, Ajtay Andor, Lukács Margit, Szörényi Éva és Ajtay Andor volt a főszereplők között). Emellett sok külföldi filmet is forgalmazott. Vállalkozása az államosításig, 1948-ig működött.
Az 1960-as évek második felében írta meg több kötetes, máig kéziratban lévő Miskolci lexikon című hatalmas munkáját. 1982-ben hunyt el.

## Újságírói tevékenysége
Thurzó Nagy László az újságírói gyakorlatát különböző újságoknál szerezte meg. Fontos időszak volt ez irányú munkássága kezdetén a 10-es honvéd című tábori lap szerkesztése. 1918 második felétől a Reggeli Hírlap munkatársa, majd 1920-ban A Falu felelős szerkesztője volt. 1921 júliusában a Magyar Jövő szerkesztője lett, majd ismét a Reggeli Hírlap következett, igazgatóként dolgozott. 1925-ben rövid időre Párizsba utazott, majd hazatésése után Sassy Csabával közösen létrehozta a Miskolci Hétfői Futár című politikai, társadalmi és sport kérdésekkel foglalkozó lapot. Az újság 1927-ben megszűnt, és ettől fogva – a fővárosba való költözéséig – ismét a Magyar Jövőnél dolgozott.
Thirzó Nagy az újságírás „elméleti”, módszertani kérdéseivel és történetével is foglalkozott, különösen érdekelte a vidéki újságírás helyzete. Már Budapesten élt, amikor feldolgozta a miskolci sajtó két világháború közötti történetét, Kass Endrével közösen megírta A vidéki lap szerkesztése és kiadása című munkát, 1929-ben elindította a Vidéki Sajtó című, témájában és tartalmában is fontos sajtótudományi folyóiratot, ami azonban anyagi problémák miatt csak négy kiadást ért meg.

## Zeneszerzőként
1909–10-től zeneszerzéssel is foglalkozott, dalokat és nótákat írt. Tagja volt a Zeneszerzők Egyesületének. Több mint száz szerzeménye van, megzenésítette Petőfi Sándor, Ady Endre, Balázs Béla, Endrődi Sándor, de főleg Sassy Csaba verseit. Sassynak a Magyaros alján címen írt versét (ez a 10-es honvédek híres magyarosi csatájának kapcsán készült) zenésítette meg elsőként, 1918-ban. „Ezzel a dallal kezdődött a mi barátságunk, mely zavartalan volt húsz éven át. Szerzőtársak lettünk, és Csaba ezen a vonalon sem volt hűtlen hozzám, ezentúl minden dalszövegét én zenésítettem meg” – írta. Köd előttem, köd utánam című dalukkal elnyerték az 1921-es országos dalpályázat első díját. Dalait kiadták nyomtatásban (az első Három dal címen jelent meg 1911-ben), sokból hangfelvétel is készült.

## Fontosabb munkái
- A vidéki lap szerkesztése és kiadása (Kass Endrével). Miskolc, 1928. 107. old.
- A vidéki sajtó. Miskolc, 1928. 140. old.
- A miskolci sajtó a két világháború között. Budapest, 1964 (kézirat)
- A miskolci sajtó története 1850–1900 között. In: Miskolci lexikon 9. kötet.
- Palóczy László 1–3. kötet (életrajz, kézirat)
- Sassy Csaba 1–3. kötet (életrajz, kézirat)
- Szemere Bertalan 1–3. kötet (életrajz, kézirat)
- Szemere Bertalan, Felsőmagyarország teljhatalmú kormánybiztosa Miskolcon 1848. december 16.-1849. május 7-ig 1–2. kötet (kézirat)
- Miskolci lexikon 1-27. kötet (kézirat)
- Bon soire madame. In: Csokor: miskolci antológia. Miskolc, 1926. 165-166. old.
- 13 dalos, nótás kiadvány
- Több mint 60 írás, vers a 10-es honvédban

## Nótáiból
- Nincsen pénzem, se dohányom
- Futó csillag
- Nem tudok én imádkozni
- A Magyaros alján
- Őszi szellő
- Zenélő óra
- Sóhaj
- Akác románc
- Álmok
- A zborai várban
- Magas hegyek alján
- Dal a turulmadárról
- Horthy Miklós üzenete
- Nincsen olyan fényes csillag
- Rongyos a dolmányom